# Playa de O Cocho
La playa de O Cocho es una de las playas que pertenecen a la ciudad de Vigo, está situada en la parroquia de Alcabre.

## Características
Playa situada a la derecha del Museo del Mar de Galicia, a través del cual tiene su acceso. Tiene unas dimensiones de 120 metros de longitud y conserva parte de su zona arenosa en las pleamares. Lugar mucho menos densificado que los grandes arenales próximos y con la comodidad añadida que posee un pequeño bar en la misma playa. Pequeñas embarcaciones de pesca utilizan O Cocho como refugio. Se la conoce también con el nombre de Matadero, haciendo referencia a las antiguas instalaciones del matadero municipal que hoy ha venido a ocupar el moderno equipamiento museístico y cultural.

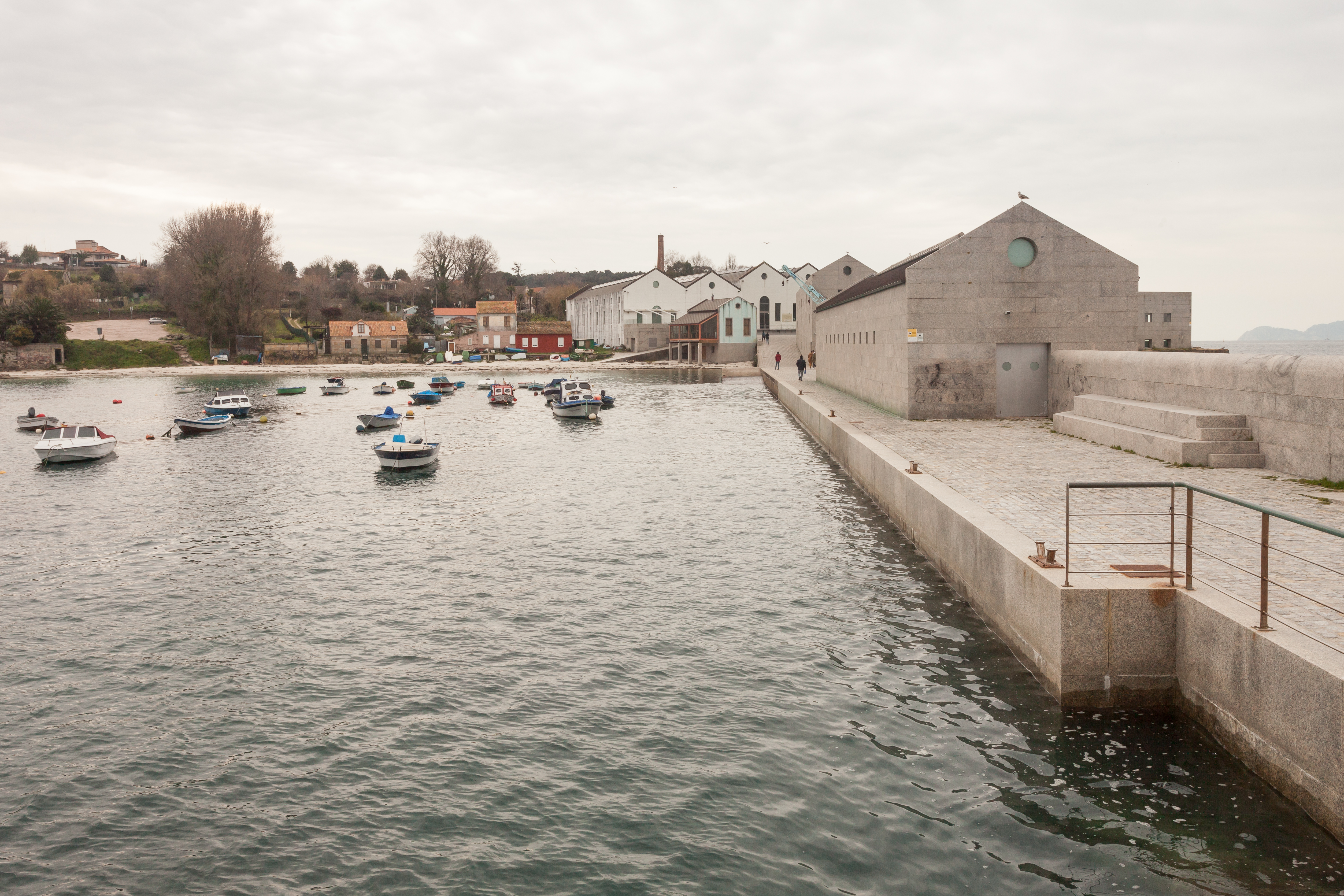
Museo del Mar de Galicia y playa de o Cocho.

## Servicios
Cuenta con rampa de acceso, duchas, papeleras, servicio de limpieza y bar.

## Accesos
Al arenal se accede en vehículo rodado hasta el Museo del Mar (avenida Atlántida) desde donde se puede acceder a pie a la playa, situada a la derecha del museo.
Los autobuses urbanos de Vitrasa que prestan servicios a esta playa son las siguientes líneas: L10, C15B y C15C.

## Otros
Un faro se localiza en el mismo espigón que parte del museo del Mar. En el exterior del museo se conservan los restos de un antiguo castro.